# Niltava grandis
A Niltava grandis  a madarak osztályának verébalakúak (Passeriformes) rendjébe és a légykapófélék (Muscicapidae) családjába tartozó faj.

## Rendszerezése
A fajt Edward Blyth angol ornitológus írta le 1842-ben, a Chaïtaris nembe Chaïtaris grandis néven.

## Alfajai
- Niltava grandis decipiens Salvadori, 1891
- Niltava grandis decorata Robinson & Kloss, 1919
- Niltava grandis grandis (Blyth, 1842)
- Niltava grandis griseiventris La Touche, 1921[2]

## Előfordulása
Dél- és Délkelet-Ázsiában, Banglades, Bhután, Kambodzsa, Kína, India, Indonézia, Laosz, Malajzia, Mianmar, Nepál, Thaiföld és Vietnám területén honos. 
Természetes élőhelyei a szubtrópusi vagy trópusi síkvidéki és hegyi esőerdők, valamint vidéki kertek. Állandó, nem vonuló faj.

## Megjelenése
Testhossza 20–22 centiméter, testtömege 25–40 gramm.
|  |

## Életmódja
Kisebb és közepes gerinctelenekkel és bogyókkal táplálkozik.

## Szaporodása
Csésze alakú, nyitott vagy kupolás fészke, mohából, növényi rostokból és gyökerekből készül.

## Természetvédelmi helyzete
Az elterjedési területe rendkívül nagy, egyedszáma pedig stabil. A Természetvédelmi Világszövetség Vörös listáján nem fenyegetett fajként szerepel.